# Port Hualian

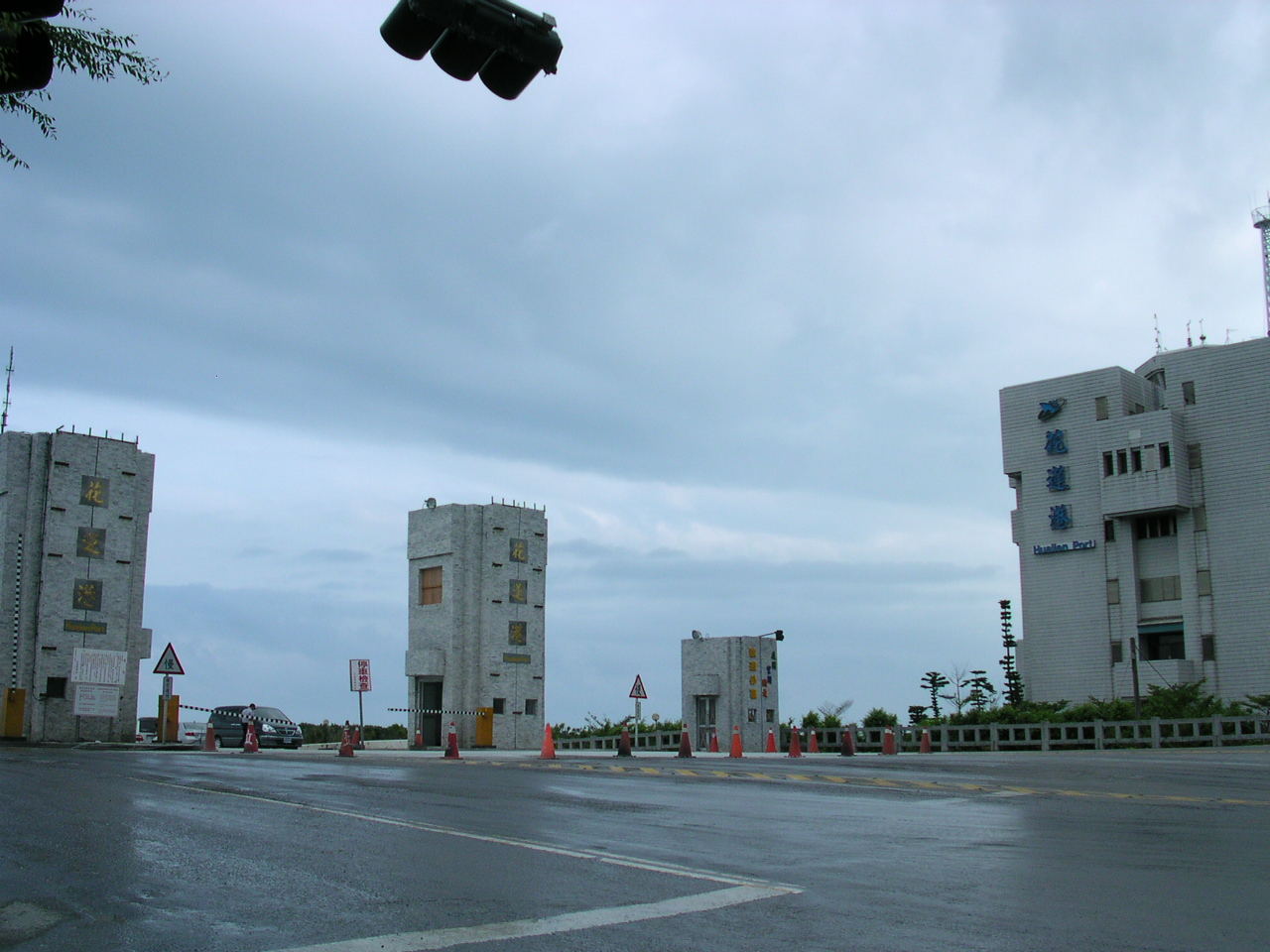
Brama główna do portu

Port Hualian (chin. trad. 花蓮港, pinyin Huālián Gǎng) – port morski na wschodnim wybrzeżu Tajwanu, nad Oceanem Spokojnym, położony obok miasta Hualian.
Jest to sztuczny port, zbudowany w latach 30. XX wieku. Tworzą go dwa  falochrony: wschodni o długości ponad 4 km, biegnący równolegle do brzegu i falochron zachodni o długości ponad 1 km, zamykający powstałą zatokę.
Port składa się z portu wewnętrznego obsługującego mniejsze statki (o zanurzeniu do 10,5 m, połączonego kanałem z portem zewnętrznym, gdzie cumują większe jednostki. Przy falochronie wschodnim usytuowany jest port rybacki.
Port Hualian jest największym portem wschodniego Tajwanu. W 2008 obsłużył 2236 statków handlowych (w tym 646 masowców, 40 tankowców i 3 statki pasażerskie), przeładowano ponad 17,4 miliona ton. Głównymi towarami eksportowymi są: cement, żwir, nawozy mineralne, cukier, drewno i pulpa drzewna. Import obejmuje minerały i produkty chemiczne.
W porcie znajduje się suchy dok o długości 180 m, szerokości 28 m i głębokości 9,5 m oraz slip dla statków do 500 ton.

## Warunki naturalne
Port jest otwarty na Pacyfik i nawet odległe tajfuny oraz silne wiatry z ćwiartki południowo-wschodniej i rozkołys powodują powstanie w porcie silnego falowania, często powodującego zerwanie cum.
Przed nadejściem tajfunu kapitanat portu może nakazać statkom opuszczenie portu.
Pływy sięgają 1,6 m.